# Бурденко Октябр Осипович
Октябр Осипович Бурденко (13 жовтня 1925, місто Павлоград, тепер Дніпропетровської області — 12 серпня 2010, місто Бостон, США) — радянський діяч, генеральний директор Вільнюського виробничого об'єднання імені 60-річчя Жовтня — директор Вільнюського заводу радіовимірювальних приладів імені 60-річчя Жовтня. Член ЦК КПРС у 1990—1991 роках.

## Життєпис
Закінчив школу із золотою медаллю.
У 1942—1943 роках — причіплювач, обліковець, штурвальний комбайну, помічник комбайнера Хінпристанської машинно-тракторної станції (МТС) Азербайджанської РСР.
У 1943—1946 роках — у Червоній армії: комсомольський організатор (комсорг) стрілецького батальйону, комсорг полку, помічник начальника політичного відділу дивізії з комсомолу. Учасник німецько-радянської війни.
Член ВКП(б) з 1944 року.
У 1946—1951 роках — студент Київського політехнічного інституту.
У 1951—1961 роках — старший інженер, заступник начальника лабораторії, начальник бюро, начальник цеху, в. о. головного інженера Вільнюського дослідного заводу Литовської РСР.
У 1961—1968 роках — заступник директора науково-дослідного інституту, директор дослідного заводу — перший заступник директора Вільнюського науково-дослідного інституту радіовимірювальних приладів.
У 1968—1978 роках — директор Вільнюського заводу радіовимірювальних приладів.
У 1978—1991 роках — генеральний директор Вільнюського виробничого об'єднання імені 60-річчя Жовтня — директор Вільнюського заводу радіовимірювальних приладів імені 60-річчя Жовтня.
Після розпаду СРСР зазнавав переслідувань за свої комуністичні погляди, емігрував із Вільнюса спочатку до брата в Київ, потім до США, де мешкав з родиною дочки. Помер у Бостоні 12 серпня 2010 року.

## Нагороди і звання
- орден Леніна
- орден Жовтневої Революції
- орден Вітчизняної війни ІІ ст.
- орден Трудового Червоного Прапора (10.03.1981)
- орден Червоної Зірки
- орден «Знак Пошани»
- медалі
- Державна премія СРСР (1986)
- Заслужений інженер Литовської РСР